# Pelatachina pellucida
Pelatachina pellucida är en tvåvingeart som beskrevs av Daniel William Coquillett 1897. Pelatachina pellucida ingår i släktet Pelatachina och familjen parasitflugor. Inga underarter finns listade i Catalogue of Life.